# Romran Rodwinitch
Romran Rodwinitch (thailändisch โรมรัน รอดวิินิจ; * 5. Januar 1999) ist ein thailändischer Fußballspieler.

## Karriere
Romran Rodwinitch steht seit 2019 beim Nakhon Ratchasima FC unter Vertrag. Der Verein aus Nakhon Ratchasima spielte in der höchsten thailändischen Liga, der Thai League. Sein Profidebüt für Korat gab er am 18. März 2021 im Heimspiel gegen den Trat FC. Hier wurde er in der 90.+2 Minute für Gidi Kanyuk eingewechselt. Bis zum Ende der Hinserie 2022/23 stand er achtmal für Korat auf dem Spielfeld. Im Januar 2023 wechselte er auf Leihbasis zum Drittligisten Young Singh Hatyai United. Der Verein aus Hat Yai spielt in der Southern Region der Liga. Für Hat Yai bestritt er sieben Drittligaspiele. Nach der Ausleihe kehrte er im Sommer zum mittlerweile in die zweite Liga abgestiegenen Nakhon Ratchasima FC zurück. Nach insgesamt zehn Ligaspielen für Korat wechselte er Ende Dezember 2023 zum Drittligisten VRN Muangnont FC. Mit dem Verein aus der Provinz Ayutthaya spielte er achtmal in der Western Region der Liga. Im Sommer 2024 unterschrieb er in der Provinz Roi Et einen Vertrag beim Drittligaaufsteiger Roi Et PB United FC. Mit dem Verein spielte er fünfmal in der North/Eastern Region der Liga. Nach der Hinrunde wechselte er im Januar 2025 zum Ligakonkurrenten Suranaree Black Cat FC.